# Германская прогрессистская партия
Германская прогрессистская партия (нем. Deutsche Fortschrittspartei) — прусская либеральная политическая партия, основанная 6 июня 1861 года в Прусской палате депутатов как первая программная партия. Она во время прусского конституционного конфликта стала в оппозицию к Отто фон Бисмарку. В 1884 году партия была преобразована в Германскую либеральную партию.
Представляла интересы буржуазии, связанной с внешними рынками, а также средне- и мелкобуржуазных слоев. Поддерживала объединение страны под главенством Пруссии, но требовала установление парламентского строя. Прогрессистская партия боролась против стремления О. Бисмарка устранить контроль парламента над ассигнованиями на военные нужды и против введения протекционистских пошлин.
В 1866 от Прогрессистской партии откололись крупнобуржуазные сторонники, создавшие правоцентристскую Национал-либеральную партию; в 1868 — мелкобуржуазные, создавшие левоцентристскую Немецкую народную партию.
ГНП состояла из комитетов (komitee) по одному на одномандатный избирательный округ, высшим органом ГНП являлся съезд (parteitag), между съездами — Центральный комитет (Zentralkomitee).